# Camapuã
Camapuã, amtlich Município de Camapuã, ist eine Stadt im brasilianischen Bundesstaat Mato Grosso do Sul in der Mesoregion Central-Nord in der Mikroregion Alto Taquari.

## Geografie

### Lage
Die Stadt liegt 137 km von der Hauptstadt des Bundesstaates (Campo Grande) und 997 km von der Landeshauptstadt (Brasília) entfernt.

### Gewässer
Die Stadt steht unter dem Einfluss des Rio Paraná, der zum Flusssystem des Río de la Plata gehört.

### Vegetation
Das Gebiet ist ein Teil der Cerrados (Savanne Zentralbrasiliens).

### Klima
In der Stadt herrscht tropisches Klimas (AW). Die durchschnittliche Temperatur des kältesten Monats (Juni) liegt am Tag bei 27 °C, in der Nacht bei 16 °C. Zwischen November und März liegen ist die Nachttemperatur 21 °C und tagsüber durchschnittlich 31 °C.

## Verkehr
Die Bundesstraße BR-060 führt durch die Stadt.

## Durchschnittseinkommen und HDI
Das Durchschnittseinkommen lag 2011 bei 19.248 Real, der Index der menschlichen Entwicklung (HDI) bei 0,703.